# Kristoffer Ajer
Kristoffer Vassbakk Ajer (Rælingen, 17 de abril de 1998), conocido como Kristoffer Ajer, es un futbolista noruego que juega como defensa en el Brentford F. C. de la Premier League.

## Trayectoria
Debutó como profesional el 19 de julio de 2014, ingresó en el minuto 87 por Fernando Paniagua para enfrentar al Bodø/Glimt, el partido esta empatado a un gol pero en el minuto 93 su compañero Ernest Asante anotó y ganaron 2 a 1. Ajer tenía 
16 años y 93 días en su primer partido.
Por primera vez había sido convocado el 27 de junio para el encuentro de octavos de final en la Copa de Noruega, estuvo en el banco de suplentes pero no ingresó y perdieron 3 a 2 contra Sarpsborg 08 FF.
El 28 de septiembre en la fecha 25 de la Tippeligaen, nuevamente se enfrentaron a Sarpsborg 08, esta vez fue titular, en el minuto 21 anotó su primer gol oficial y ganaron 3 a 1.
Finalizó la temporada 2014 con 13 partidos jugados, 7 como titular, además anotó un gol y contabilizó una asistencia. IK Start finalizó en la posición 12 de la tabla, quedó a 6 puntos del descenso.
Comenzó la fecha 1 de la nueva temporada como titular y capitán del equipo, el 7 de abril de 2015 jugaron contra Lillestrøm SK y empataron 1 a 1. Se convirtió en el capitán más joden en la historia del IK Start Kristiansand y de la Tippeligaen con sus 16 años y 355 días.
El 21 de abril, fue convocado para jugar la primera ronda de la Copa de Noruega, su rival fue FK Vigør, fue titular y anotó cuatro goles con 17 años recién cumplidos, el partido finalizó 5 a 0.
Luego de 3 temporadas en Noruega, fue fichado por Celtic para la temporada 2016-17.

## Selección nacional
Ha sido internacional con la selección de Noruega en las categorías sub-15, sub-16, sub-17, sub-18 y sub-19.
Debutó con las juveniles de Noruega el 1 de mayo de 2013, se enfrentaron a Montenegro en la categoría sub-15 y empataron sin goles, Ajer fue titular con el dorsal número 9.
En competiciones oficiales debutó el 8 de octubre de 2014 en la Ronda clasificatoria del Campeonato Europeo Sub-17 de la UEFA 2015, jugó contra Albania como titular y en el minuto 58 anotó un gol, el partido lo ganaron 3 a 0. Noruega ganó dos partidos y perdió uno, por lo que clasificó como segundo a la Ronda Élite. Ajer no fue convocado para la siguiente ronda y quedaron eliminados.

### Participaciones en categorías inferiores
| Competición                                                                | Sede    | Resultado   | Partidos | Goles |
| -------------------------------------------------------------------------- | ------- | ----------- | -------- | ----- |
| Ronda de clasificación para el Campeonato de Europa Sub-17 de la UEFA 2015 | Albania | Clasificado | 2        | 1     |

## Estadísticas

### Clubes
Actualizado al 25 de mayo de 2025.
| Club                       | Div.          | Temporada     | Liga  | Liga  | Copas nacionales | Copas nacionales | Torneos internacionales | Torneos internacionales | Total | Total |
| Club                       | Div.          | Temporada     | Part. | Goles | Part.            | Goles            | Part.                   | Goles                   | Part. | Goles |
| -------------------------- | ------------- | ------------- | ----- | ----- | ---------------- | ---------------- | ----------------------- | ----------------------- | ----- | ----- |
| IK Start · Noruega         | 1.ª           | 2014          | 13    | 1     | 0                | 0                | ―                       | ―                       | 13    | 1     |
| IK Start · Noruega         | 1.ª           | 2015          | 32    | 8     | 2                | 4                | ―                       | ―                       | 34    | 12    |
| IK Start · Noruega         | 1.ª           | 2016          | 11    | 0     | 3                | 1                | ―                       | ―                       | 14    | 1     |
| IK Start · Noruega         | Total club    | Total club    | 56    | 9     | 5                | 5                | 0                       | 0                       | 61    | 14    |
| Celtic F. C. Escocia       | 1.ª           | 2016-17       | 0     | 0     | 0                | 0                | 1                       | 0                       | 1     | 0     |
| Kilmarnock F. C. Escocia   | 1.ª           | 2016-17       | 16    | 0     | 1                | 0                | ―                       | ―                       | 17    | 0     |
| Kilmarnock F. C. Escocia   | Total club    | Total club    | 16    | 0     | 1                | 0                | 0                       | 0                       | 17    | 0     |
| Celtic F. C. Escocia       | 1.ª           | 2017-18       | 24    | 0     | 6                | 0                | 4                       | 0                       | 34    | 0     |
| Celtic F. C. Escocia       | 1.ª           | 2018-19       | 28    | 0     | 7                | 0                | 10                      | 1                       | 45    | 1     |
| Celtic F. C. Escocia       | 1.ª           | 2019-20       | 28    | 3     | 7                | 0                | 15                      | 1                       | 50    | 4     |
| Celtic F. C. Escocia       | 1.ª           | 2020-21       | 35    | 2     | 3                | 0                | 8                       | 0                       | 46    | 2     |
| Celtic F. C. Escocia       | Total club    | Total club    | 115   | 5     | 23               | 0                | 38                      | 2                       | 176   | 7     |
| Brentford F. C. Inglaterra | 1.ª           | 2021-22       | 24    | 1     | 4                | 0                | ―                       | ―                       | 28    | 1     |
| Brentford F. C. Inglaterra | 1.ª           | 2022-23       | 9     | 0     | 1                | 0                | ―                       | ―                       | 10    | 0     |
| Brentford F. C. Inglaterra | 1.ª           | 2023-24       | 28    | 2     | 3                | 0                | ―                       | ―                       | 31    | 2     |
| Brentford F. C. Inglaterra | 1.ª           | 2024-25       | 24    | 0     | 1                | 0                | ―                       | ―                       | 25    | 0     |
| Brentford F. C. Inglaterra | Total club    | Total club    | 85    | 3     | 9                | 0                | 0                       | 0                       | 94    | 3     |
| Total carrera              | Total carrera | Total carrera | 272   | 17    | 38               | 5                | 38                      | 2                       | 348   | 24    |

## Palmarés

### Títulos nacionales
| Título               | Club         | País    | Año     |
| -------------------- | ------------ | ------- | ------- |
| Copa de la Liga      | Celtic F. C. | Escocia | 2017-18 |
| Scottish Premiership | Celtic F. C. | Escocia | 2017-18 |
| Copa de Escocia      | Celtic F. C. | Escocia | 2017-18 |
| Copa de la Liga      | Celtic F. C. | Escocia | 2018-19 |
| Scottish Premiership | Celtic F. C. | Escocia | 2018-19 |
| Copa de Escocia      | Celtic F. C. | Escocia | 2018-19 |
| Copa de la Liga      | Celtic F. C. | Escocia | 2019-20 |
| Scottish Premiership | Celtic F. C. | Escocia | 2019-20 |
| Copa de Escocia      | Celtic F. C. | Escocia | 2019-20 |